# カルボン
カルボン (carvone) は有機化合物の一種で、キャラウェイやスペアミントに含まれる単環式モノテルペノイド。
化学式 C10H14O、分子量は 150.22。揮発性があり、常温常圧で無色の液体。芳香を有する。l体（(–)体）、d体（(+)体）が存在するが、スペアミントやキャラウェイに含まれるのはl体でd体はマイナーである。精油から得られる他、化学合成によって得ることが可能。主として香料としての用途がある。名称はキャラウェイ（学名Carum carvi）に因む。